# Чемпіонат СРСР з футболу серед жінок 1990
Перший чемпіонат СРСР з футболу серед жінок.

## Вища ліга

### Матч за чемпіонський титул
| матч за 1-ше місце 12.11.1990 | «Нива» (Баришівка) | 2:1 | «Серп і Молот» (Москва) | Чернігів                                                             |  |
|                               | -2 Полікарпова     |     | Леонова                 | Стадіон: ім. Ю. Гагаріна Глядачі: 1000 Суддя: Юрій Савченко (Москва) |  |

### Чемпіони СРСР
| № | Поз. | Нац. | Гравець            |
| - | ---- | ---- | ------------------ |
|   | НП   |      | Лариса Полікарпова |
|   | ЗХ   |      | Тетяна Наумова     |
|   | НП   |      | Оксана Кирилюк     |
|   | ПЗ   |      | Лілія Кирилюк      |
|   | ПЗ   |      | Ірина Ванат        |
|   | ПЗ   |      | Олена Нуйкіна      |
|   | ПЗ   |      | Галина Приходько   |
|   | ЗХ   |      | Людмила Покотило   |
|   | ПЗ   |      | Юлія Сисак         |
|   | ПЗ   |      | Світлана Кирда     |

| № | Поз. | Нац. | Гравець              |
| - | ---- | ---- | -------------------- |
|   | ЗХ   |      | Тетяна Резнікова     |
|   | ПЗ   |      | Вікторія Друзь       |
|   | ПЗ   |      | Наталія Рябіченко    |
|   | ПЗ   |      | Валентина Савченко   |
|   | ВР   |      | Тетяна Ржавська      |
|   | ЗХ   |      | Любов Чубата         |
|   | ПЗ   |      | Тетяна Запара        |
|   | ПЗ   |      | Тетяна Деркач        |
|   | ВР   |      | Валентина Дмитрієнко |

### Бомбардири вищої ліги
- —15 Ірина Григор'єва («Спартак», Москва)
- —14 Лариса Савіна («Мерей», Алмати) та Лариса Полікарпова («Нива», Баришівка), у тому числі 6 голів у 1-му колі за київське «Динамо»)
- —12 Віра Кобилецька («Легенда», Чернігів), Анжеліка Корнієнко («Динамо», Київ) та Людмила Павленко («Арена», Київ)
- —11 Тетяна Верезубова («Арена», Київ), Надія Марченко («Текстильник», Раменське) та Людмила Шубіна («Бакинка», Баку)
- —10 Ірина Козєєва («Надія», Могильов), Галина Савкіна та Олена Сотнікова («Серп і Молот», Москва)

| Вища ліга. Стикові матчі | Вища ліга. Стикові матчі  | Вища ліга. Стикові матчі | Вища ліга. Стикові матчі |
| Місце                    | Переможець                | Рахунок                  | Суперник                 |
| ------------------------ | ------------------------- | ------------------------ | ------------------------ |
| 1 місце                  | «Нива» (Баришівка)        | 2:1                      | «Серп і Молот» (Москва)  |
| 3 місце                  | «Текстильник» (Раменське) | 0:0, д.ч., по пен. 5:3   | «Динамо» (Київ)          |
| 5 місце                  | «Надія» (Могильов)        | 2:1                      | «Спартак» (Москва)       |
| 7 место                  | «Мерей» (Алмати)          | 3:0                      | РАФ (Єлгава)             |
| 9 місце                  | «Бакинка» (Баку)          | 1:1, д.ч., по пен. 3:2   | «СКІФ» (Москва)          |
| 11 місце                 | «Арена» (Київ)            | 1:1, д.ч., по пен. 3-1   | «Прометей» (Ленінград)   |
| 13 місце                 | «Легенда» (Чернігів)      | 3:1, д.ч.                | «Кодру» (Кишинів)        |
| 15 місце                 | «Скорохід» (Ленінград)    | 3:0                      | «Волжанка» (Чебоксари)   |
| 17 місце                 | «Наїрі» (Єреван)          | 2:1                      | «Нива» (Гродно)          |

| Вища ліга. Перша зона            | Вища ліга. Перша зона | Вища ліга. Перша зона | Вища ліга. Перша зона | Вища ліга. Перша зона | Вища ліга. Перша зона | Вища ліга. Перша зона |
| Команда                          | Іг                    | П                     | Н                     | П                     | РМ                    | О                     |
| -------------------------------- | --------------------- | --------------------- | --------------------- | --------------------- | --------------------- | --------------------- |
| 1. «Серп і Молот» (Москва)       | 22                    | 13                    | 6                     | 3                     | 43—10                 | 32                    |
| 2. «Текстильник» (Раменське)     | 22                    | 11                    | 6                     | 5                     | 31—16                 | 28                    |
| 3. «Надія» (Могильов)            | 22                    | 10                    | 7                     | 5                     | 26—15                 | 27                    |
| 4. «СКа-Мерей» (Алмати)          | 22                    | 9                     | 9                     | 4                     | 35—14                 | 27                    |
| 5. «Бакинка» (Баку)              | 22                    | 9                     | 9                     | 4                     | 34—18                 | 27                    |
| 6. «Арена» (Київ)                | 22                    | 9                     | 8                     | 5                     | 40—11                 | 26                    |
| 7. «Легенда» (Чернігів)          | 22                    | 8                     | 8                     | 6                     | 30—17                 | 24                    |
| 8. «Волжанка» (Чебоксари)        | 22                    | 7                     | 6                     | 9                     | 35—21                 | 20                    |
| 9. «Нива» (Гродно)               | 22                    | 10                    | 3                     | 9                     | 23—15                 | 23                    |
| 10. «Моноліт» (москва)           | 22                    | 8                     | 4                     | 10                    | 25—23                 | 20                    |
| 11. «Дебют» (Харків)             | 22                    | 2                     | 2                     | 18                    | 12—53                 | 6                     |
| 12. «Світлана» (Дніпропетровськ) | 22                    | 0                     | 1                     | 21                    | 3—124                 | 1                     |

- після першого кола дніпропетровський клуб «Самарський» за дуже слабку гру виключений з вищої ліги, а на його місце включили іншу команду з вище вказаного міста, «Світлана».

| Вища ліга. Друга зона         | Вища ліга. Друга зона | Вища ліга. Друга зона | Вища ліга. Друга зона | Вища ліга. Друга зона | Вища ліга. Друга зона | Вища ліга. Друга зона |
| Команда                       | Іг                    | П                     | Н                     | П                     | РМ                    | О                     |
| ----------------------------- | --------------------- | --------------------- | --------------------- | --------------------- | --------------------- | --------------------- |
| 1. «Нива» (Баришівка)         | 22                    | 15                    | 2                     | 5                     | 32—11                 | 32                    |
| 2. «Динамо» (Київ)            | 22                    | 13                    | 3                     | 6                     | 33—20                 | 29                    |
| 3. «Спартак» (Москва)         | 22                    | 11                    | 5                     | 6                     | 26—19                 | 27                    |
| 4. РАФ (Єлгава)               | 22                    | 9                     | 9                     | 4                     | 23—17                 | 27                    |
| 5. СКІФ (Москва)              | 22                    | 11                    | 4                     | 7                     | 23—14                 | 25                    |
| 6. «Прометей» (Ленінград)     | 22                    | 8                     | 7                     | 7                     | 21—15                 | 23                    |
| 7. «Кодру» (Кишинів)          | 22                    | 6                     | 11                    | 5                     | 10—9                  | 23                    |
| 8. «Скорохід» (Ленінград)     | 22                    | 7                     | 7                     | 8                     | 16—17                 | 21                    |
| 9. «Наїрі» (Єреван)           | 22                    | 6                     | 7                     | 9                     | 15—19                 | 19                    |
| 10. «Сибірячка» (Красноярськ) | 22                    | 4                     | 9                     | 9                     | 15—25                 | 17                    |
| 11. «Сапфір» (Москва)         | 22                    | 4                     | 6                     | 12                    | 9—28                  | 14                    |
| 12. «Університет» (Москва)    | 22                    | 0                     | 6                     | 16                    | 9—48                  | 6                     |

### Таблиця переходів між лігами
| Таблиця переходів між лігами | Таблиця переходів між лігами | Таблиця переходів між лігами | Таблиця переходів між лігами | Таблиця переходів між лігами | Таблиця переходів між лігами |
| Пониження                    | Пониження                    | Пониження                    | Підвищення                   | Підвищення                   | Підвищення                   |
| ---------------------------- | ---------------------------- | ---------------------------- | ---------------------------- | ---------------------------- | ---------------------------- |
| «Моноліт» (Москва)           | виша ліга                    | 10 місце                     | «Дніпро» (Дніпропетровськ)   | перша ліга                   | чемпіон                      |
| «Сибірячка» (Красноярськ)    | вища ліга                    | 10 місце                     | «Вікторія» (Кашира)          | перша ліга                   | віце-чемпіон                 |
| «Сапфір» (Москва)            | вища ліга                    | 11 місце                     | «Ніг» (Апаран)               | перша ліга                   | 2 місце                      |
| «Дебют» (Харків)             | вища ліга                    | 11 місце                     | «Штурм» (Піткяранта)         | перша ліга                   | 2 місце                      |
| «Університет» (Москва)       | вища ліга                    | 12 місце                     | «Араз» (Баку)                | перша ліга                   | 3 місце                      |
| «Світлана» (Дніпропетровськ) | вища ліга                    | 12 місце                     | «Луганочка» (Луганськ)       | перша ліга                   | 3 місце                      |

## Перша ліга
| Перша ліга. Матч за перше місце | Перша ліга. Матч за перше місце | Перша ліга. Матч за перше місце |
| Переможець                      | Рахунок                         | Суперник                        |
| ------------------------------- | ------------------------------- | ------------------------------- |
| «Дніпро» (Дніпропетровськ)      | 1:0                             | «Вікторія» (Кашира)             |

| Перша ліга. Перша зона           | Перша ліга. Перша зона | Перша ліга. Перша зона | Перша ліга. Перша зона | Перша ліга. Перша зона | Перша ліга. Перша зона | Перша ліга. Перша зона |
| Команда                          | Іг                     | В                      | Н                      | П                      | РМ                     | О                      |
| -------------------------------- | ---------------------- | ---------------------- | ---------------------- | ---------------------- | ---------------------- | ---------------------- |
| 1. «Дніпро» (Дніпропетровськ)    | 22                     | 15                     | 3                      | 4                      | 30—11                  | 33                     |
| 2. «Араз» (Баку)                 | 22                     | 13                     | 4                      | 5                      | 29—13                  | 30                     |
| 3. «Луганочка» (Луганськ)        | 22                     | 12                     | 6                      | 4                      | 31—15                  | 30                     |
| 4. «Олімп» (Караганда)           | 22                     | 13                     | 3                      | 6                      | 33—13                  | 29                     |
| 5. «Седін-Шісс» (Краснодар)      | 22                     | 10                     | 6                      | 6                      | 38—14                  | 26                     |
| 6. «Азалія» (Бішкек)             | 22                     | 7                      | 8                      | 7                      | 17—25                  | 22                     |
| 7. «Тохучу» (Баку)               | 22                     | 8                      | 4                      | 10                     | 23—17                  | 20                     |
| 8. «Енергія» (Воронеж)           | 22                     | 6                      | 6                      | 10                     | 16—28                  | 18                     |
| 9. «Вікторія» (Ставрополь)       | 22                     | 5                      | 7                      | 10                     | 11—26                  | 17                     |
| 10. «Континенталь» (Сімферополь) | 22                     | 6                      | 2                      | 14                     | 21—42                  | 14                     |
| 11. «Крила Рад» (Саранськ)       | 22                     | 4                      | 5                      | 13                     | 12—39                  | 13                     |
| 12. «Булат» (Златоуст)           | 22                     | 4                      | 4                      | 14                     | 9—36                   | 12                     |

| Перша ліга. Друга зона     | Перша ліга. Друга зона | Перша ліга. Друга зона | Перша ліга. Друга зона | Перша ліга. Друга зона | Перша ліга. Друга зона | Перша ліга. Друга зона |
| Команда                    | Іг                     | В                      | Н                      | П                      | РМ                     | О                      |
| -------------------------- | ---------------------- | ---------------------- | ---------------------- | ---------------------- | ---------------------- | ---------------------- |
| 1. «Вікторія» (Кашира)     | 22                     | 16                     | 5                      | 1                      | 44—11                  | 37                     |
| 2. «Ніг» (Апаран)          | 22                     | 15                     | 4                      | 3                      | 52—22                  | 34                     |
| 3. «Штурм» (Піткяранта)    | 22                     | 13                     | 6                      | 3                      | 42—20                  | 32                     |
| 4. ЗДУ (Запоріжжя)         | 22                     | 13                     | 3                      | 6                      | 48—20                  | 29                     |
| 5. «Зірка» (Загорськ)      | 22                     | 13                     | 2                      | 7                      | 36—29                  | 28                     |
| 6. «Електроніка» (Мінськ)  | 22                     | 8                      | 6                      | 8                      | 24—24                  | 22                     |
| 7. «Надія» (Воскресенськ)  | 22                     | 6                      | 7                      | 9                      | 14—23                  | 19                     |
| 8. «Шагала» (Гур'єв)       | 22                     | 4                      | 8                      | 10                     | 12—27                  | 16                     |
| 9. «Сніжана» (Люберці)     | 22                     | 5                      | 75                     | 12                     | 7—30                   | 15                     |
| 10. «Вологжанка» (Вологда) | 22                     | 5                      | 4                      | 13                     | 12—31                  | 14                     |
| 11. «Таврія» (Запоріжжя)   | 22                     | 3                      | 5                      | 14                     | 18—41                  | 12                     |
| 12. «Атслега» (Рига)       | 22                     | 1                      | 5                      | 15                     | 7—38                   | 8                      |

## Друга ліга
| Друга ліга. Турнір за 1 місце | Друга ліга. Турнір за 1 місце | Друга ліга. Турнір за 1 місце | Друга ліга. Турнір за 1 місце | Друга ліга. Турнір за 1 місце | Друга ліга. Турнір за 1 місце | Друга ліга. Турнір за 1 місце |
| Команда                       | Іг                            | В                             | Н                             | П                             | РМ                            | О                             |
| ----------------------------- | ----------------------------- | ----------------------------- | ----------------------------- | ----------------------------- | ----------------------------- | ----------------------------- |
| 1. «Буковинка» (Чернівці)     | 2                             | 2                             | 0                             | 0                             | 5—2                           | 4                             |
| 2. «Чорноморочка» (Одеса)     | 2                             | 1                             | 0                             | 1                             | 3—3                           | 2                             |
| 3. «Лада» (Тольятті)          | 2                             | 0                             | 0                             | 2                             | 0—3                           | 0                             |
| 4. «Візит» (Саранськ)         | неявка                        | неявка                        | неявка                        | неявка                        | неявка                        | неявка                        |

| Друга ліга. Турнір за 5 місце | Друга ліга. Турнір за 5 місце | Друга ліга. Турнір за 5 місце | Друга ліга. Турнір за 5 місце | Друга ліга. Турнір за 5 місце | Друга ліга. Турнір за 5 місце | Друга ліга. Турнір за 5 місце |
| Команда                       | Іг                            | В                             | Н                             | П                             | РМ                            | О                             |
| ----------------------------- | ----------------------------- | ----------------------------- | ----------------------------- | ----------------------------- | ----------------------------- | ----------------------------- |
| 1. «Радосніь» (Київ)          | 2                             | 1                             | 1                             | 0                             | 3—2                           | 3                             |
| 2. МІСІ (Москва)              | 2                             | 1                             | 0                             | 1                             | 4—4                           | 2                             |
| 3. «Вікторія» (Київ)          | 2                             | 0                             | 1                             | 1                             | 1—2                           | 0                             |
| 4. «Кама» (Перм)              | неявка                        | неявка                        | неявка                        | неявка                        | неявка                        | неявка                        |

| Друга ліга. Турнір за 9 місце      | Друга ліга. Турнір за 9 місце | Друга ліга. Турнір за 9 місце | Друга ліга. Турнір за 9 місце | Друга ліга. Турнір за 9 місце | Друга ліга. Турнір за 9 місце | Друга ліга. Турнір за 9 місце |
| Команда                            | Іг                            | В                             | Н                             | П                             | РМ                            | О                             |
| ---------------------------------- | ----------------------------- | ----------------------------- | ----------------------------- | ----------------------------- | ----------------------------- | ----------------------------- |
| 1. «Апекс-Хвиля» (Ленінград)       | 3                             | 3                             | 0                             | 0                             | 9—0                           | 6                             |
| 2. «Юність» (Луганськ)             | 3                             | 1                             | 1                             | 1                             | 4—5                           | 3                             |
| 3. «Союз-3» (Казань)               | 3                             | 1                             | 0                             | 2                             | 3—5                           | 2                             |
| 4. «Елегія» (Боровиця)             | 3                             | 0                             | 1                             | 2                             | 1—7                           | 1                             |
| 5. «Горківчанка» (Нижній Новгород) | неявка                        | неявка                        | неявка                        | неявка                        | неявка                        | неявка                        |

| Друга ліга. Турнір за 14 місце | Друга ліга. Турнір за 14 місце | Друга ліга. Турнір за 14 місце | Друга ліга. Турнір за 14 місце | Друга ліга. Турнір за 14 місце | Друга ліга. Турнір за 14 місце | Друга ліга. Турнір за 14 місце |
| Команда                        | Іг                             | В                              | Н                              | П                              | РМ                             | О                              |
| ------------------------------ | ------------------------------ | ------------------------------ | ------------------------------ | ------------------------------ | ------------------------------ | ------------------------------ |
| 1. «Вікторія» (Берестя)        | 3                              | 3                              | 0                              | 0                              | 20—1                           | 6                              |
| 2. «Олімп» (Ішимбай)           | 3                              | 2                              | 0                              | 1                              | 2—2                            | 4                              |
| 3. ДУМ (Москва)                | 3                              | 1                              | 0                              | 2                              | 7—6                            | 2                              |
| 4. «Мрія» (Кіровоград)         | 3                              | 0                              | 0                              | 3                              | 0—20                           | 0                              |
| 5. «Союз» (Харків)             | неявка                         | неявка                         | неявка                         | неявка                         | неявка                         | неявка                         |

| Друга ліга. Перша зона | Друга ліга. Перша зона | Друга ліга. Перша зона | Друга ліга. Перша зона | Друга ліга. Перша зона | Друга ліга. Перша зона | Друга ліга. Перша зона |
| Команда                | Іг                     | В                      | Н                      | П                      | РМ                     | О                      |
| ---------------------- | ---------------------- | ---------------------- | ---------------------- | ---------------------- | ---------------------- | ---------------------- |
| 1. «Візит» (Саранськ)  | 12                     | 9                      | 2                      | 1                      | 27—5                   | 20                     |
| 2. «Кама» (Перм)       | 12                     | 8                      | 0                      | 4                      | 21—13                  | 16                     |
| 3. «Союз-3» (Казань)   | 12                     | 5                      | 1                      | 6                      | 17—17                  | 11                     |
| 4. «Олімп» (Ішимбай)   | 12                     | 0                      | 1                      | 11                     | 3—33                   | 1                      |

| Друга ліга. Друга зона             | Друга ліга. Друга зона | Друга ліга. Друга зона | Друга ліга. Друга зона | Друга ліга. Друга зона | Друга ліга. Друга зона | Друга ліга. Друга зона |
| Команда                            | Іг                     | В                      | Н                      | П                      | РМ                     | О                      |
| ---------------------------------- | ---------------------- | ---------------------- | ---------------------- | ---------------------- | ---------------------- | ---------------------- |
| 1. «Буковинка» (Чернівці)          | 14                     | 12                     | 1                      | 2                      | 30—4                   | 25                     |
| 2. «Радосінь» (Київ)               | 14                     | 7                      | 4                      | 4                      | 18—10                  | 18                     |
| 3. «Горківчанка» (Нижній Новгород) | 14                     | 5                      | 1                      | 9                      | 13—30                  | 11                     |
| 4. «Вікторія» (Берестя)            | 14                     | 2                      | 2                      | 11                     | 12—29                  | 6                      |
| 5. «Грація» (Мукачево)             | 4                      | 0                      | 2                      | 2                      | 1—3                    | 2                      |

- «Грація» знялася з чемпіонату після першого кола — результати анульовані.

| Друга ліга. Третя зона          | Друга ліга. Третя зона | Друга ліга. Третя зона | Друга ліга. Третя зона | Друга ліга. Третя зона | Друга ліга. Третя зона | Друга ліга. Третя зона |
| Команда                         | Іг                     | В                      | Н                      | П                      | РМ                     | О                      |
| ------------------------------- | ---------------------- | ---------------------- | ---------------------- | ---------------------- | ---------------------- | ---------------------- |
| 1. «Лада» (Тольятті)            | 24                     | 20                     | 2                      | 2                      | 76—8                   | 42                     |
| 2. МІСІ (Москва)                | 24                     | 17                     | 4                      | 3                      | 49—10                  | 38                     |
| 3. «Юність» (Луганськ)          | 24                     | 7                      | 3                      | 14                     | 31—41                  | 17                     |
| 4. «Елегія» (Бобровиця)         | 24                     | 3                      | 4                      | 17                     | 11—54                  | 10                     |
| 5. «Мрія» (Кіровоград)          | 24                     | 4                      | 1                      | 19                     | 19—85                  | 17                     |
| 6. «Світлана» (Дніпропетровськ) | 10                     | 8                      | 1                      | 1                      | 22—5                   | 17                     |

- після другого кола (результати анульовані) дніпропетровський клуб «Світлана» включений до вищої ліги, замість виключеного за дуже слабку гру іншу команду вище вказаного міста «Самарський».

| Друга ліга. Четверта зона    | Друга ліга. Четверта зона | Друга ліга. Четверта зона | Друга ліга. Четверта зона | Друга ліга. Четверта зона | Друга ліга. Четверта зона | Друга ліга. Четверта зона |
| Команда                      | Іг                        | В                         | Н                         | П                         | РМ                        | О                         |
| ---------------------------- | ------------------------- | ------------------------- | ------------------------- | ------------------------- | ------------------------- | ------------------------- |
| 1. «Чорноморочка» (Одеса)    | 20                        | 14                        | 6                         | 0                         | 43—5                      | 34                        |
| 2. «Вікторія» (Київ)         | 20                        | 10                        | 4                         | 6                         | 29—14                     | 24                        |
| 3. «Апекс-Хвиля» (Ленінград) | 20                        | 7                         | 5                         | 8                         | 19—14                     | 19                        |
| 4. ДУМ (Москва)              | 20                        | 5                         | 1                         | 14                        | 17—39                     | 11                        |
| 5. «Союз» (Харків)           | 20                        | 4                         | 0                         | 16                        | 7—43                      | 8                         |